# هنا (شهرستان کای، هاوایی)
هنا (به انگلیسی: Hāʻena) یک منطقهٔ مسکونی در ایالات متحده آمریکا است که در شهرستان کائوآئی، هاوایی واقع شده‌است. هنا ۴۳۱ نفر جمعیت دارد و ۷٫۰۱ متر بالاتر از سطح دریا واقع شده‌است.